# ドナ・ブラウン
ドナ・ブラウン（Donna Brown, 1955年2月15日 - ）は、カナダ出身のソプラノ歌手。
レンフルーの生まれ。マギル大学でピアノ、声楽と作曲を学んだあと、パリでノエミ・ペルージャに声楽を学んだ。またフランツ・シューベルト研究所、ヘルベルト・フォン・カラヤン財団やロワイヨモン財団から奨学金を得て、エディト・マティスやダニエル・フェロの薫陶を受け、ヴェニスでランディ・ミヒャエルソンにも師事した。1982年にパリでピーター・ブルックによる『カルメンの悲劇』の舞台上演にミカエラ役として出演して、オペラ歌手として活動するようになった。